# Дятлівка (річка)
Дятлівка, Дзялівка — річка у Дятловському районі, Гродненська область, Білорусь. Ліва притока Мовчаді (басейн Німану).

## Опис
Довжина річки 26 км, похил річки 2,1 м/км , площа басейну водозбору 151 км² . Формується притоками, безіменними струмками та загатами. Річище на всьому протязі каналізоване.

## Розташування
Бере початок біля села Юровічи. Тече переважно на північний схід через місто Дятлово і на південно-східній околиці села Гезгани впадає у річку Мовчадь (Гезгальське водосховище), ліву притоку Німану.